# 達榜鎮區
達榜鎮為緬甸伊洛瓦底省勃生縣的行政區。2014年人口154,400人，區域面積2,111.3平方公里。達榜為該鎮的行政中心。

## 相關連結
- 達榜鎮村莊列表（英语：List of villages in Thabaung Township）